# Andreas Hammerschmidt
Andreas Hammerschmidt, född 1611 i Brüx (Böhmen), död den 29 oktober 1675 i Zittau, var en tysk tonsättare.
Hammerschmidt, som blev organist i Freiberg 1635 och i Zittau 1639, var en av de mest betydande kyrkliga tonsättarna i Tyskland under 1600-talet så till vida, att han var inte endast en skicklig efterhärmare, utan en medveten skapare av nya tonformer. Händels oratorier och Bachs passionsmusik har i Hammerschmidts "Dialoger" en av sina starkaste rötter. I viss mån kan Hammerschmidt betraktas som en efterföljare till Heinrich Schütz. Han skrev en stor mängd mässor, motetter, konserter, danser med mera.